# Anton Rodriguez
Anton Miguel Rodriguez, il più conosciuto come Tarantula, è un personaggio dei fumetti, creato da Gerry Conway (testi) e Ross Andru (disegni), pubblicato dalla Marvel Comics. La sua prima apparizione è in The Amazing Spider-Man (vol. 1) n. 134 (luglio 1974).
È la prima persona ad adottare l'identità di Tarantula.

## Biografia del personaggio
In origine Anton Miguel Rodriguez era un terrorista sudamericano appartenente ad un piccolo esercito rivoluzionario. per la sua estrema crudeltà ne venne espulso e si unì allora al suo ex nemico, entrando tra le file dell'esercito del dittatore che gli conferì un incarico da agente speciale con il nome in codice di Tarantula. ma neppure la dittatura poté sopportare a lungo la sua brutalità, costringendolo a rifugiarsi negli USA dove intraprese la carriera criminale. Si scontrò diverse volte con l'Uomo Ragno finendo però sempre sconfitto. La Brand Corporation lo sottopose ad un esperimento di alterazione genetica per permettergli di uccidere l'uomo ragno. L'esperimento andò storto e Rodriguez si trasformò in un essere simile ad un ragno umanoide. Questo stato tuttavia era solo passeggero e Tarantula continuò a mutare rapidamente e progressivamente fino a tramutarsi in un'orrenda creatura più bestiale che umana. Disgustato dalla sua condizione, si suicidò gettandosi da un palazzo.
A Rodriguez succedette Luis Alvarez, che indossava un costume identico. Fu inviato dal governo del paese conosciuto come Delvadia contro dei profughi politici che cercavano rifugio a New York. In tale occasione si è scontrato con l'Uomo Ragno.

## Poteri e abilità
Tarantula era un eccellente combattente nel corpo a corpo, dotato di un'incredibile agilità. In combattimento usava due lame incorporate negli stivali del suo costume. Dopo l'alterazione genetica e la trasformazione in aracnide, acquisì super-forza, la capacità di aderire alle pareti e quella di generare una ragnatela organica.